# Рошешуар-Мортемар, Габриель
Габриель де Рошешуар де Мортемар, герцог де Мортемар (фр. Gabriel de Rochechouart de Mortemart, Duc de Mortemart; 1600 — 26 декабря 1675, Париж) — французский аристократ, первый камер-юнкер короля Людовика XIII. Отец официальной фаворитки короля Людовика XIV маркизы де Монтеспан, с чьей помощью он получил должность губернатора Парижа и Иль-де-Франса в 1669 году.
Один из самых проницательных и искусных деятелей французского двора своей эпохи.
Габриель де Рошешуар принадлежал к младшей ветви дома Рошешуаров.

## Биография

### Детство
Габриель де Рошешуар де Мортемар родился в семье Гаспара де Рошешуара (фр. Gaspard de Rochechouart), маркиза де Мортемара, и Луизы де Мор (фр. Louise de Maure; второй брак; ум. 23 июля 1643), по собственному праву графини де Мор. Его младший брат, Луи де Рошешуар де Мортемар, скончался в 1669 году не оставив наследников.
Большую часть своих детских лет Габриель провёл вместе с Дофином, будущим королём Людовиком XIII вплоть до убийства отца последнего, короля Генриха IV, в 1610 году. Эта дружба позволила Габриелю пользоваться своими преимуществами близкого человека после того как Людовик XIII стал править самостоятельно и освободился из-под опеки своей матери Марии Медичи.

### Карьера при дворе короля
В 1630 году в возрасте 30 лет Габриель получил должность первого камер-юнкера (фр. Premier gentilhomme de la Chambre) короля Людовика XIII, вместе с которой ему полагался годовой пенсион в 6000 ливров. В этом звании Габриель сопровождал короля в различных военных походах. Он также пользовался доверием влиятельного кардинала Ришельё и был близким другом родившейся в Испании королевы Франции Анны Австрийской. При этом он никоим образом не скомпрометировал себя участием в придворных интригах той поры.
Габриель, а затем и некоторые его потомки, обладали удивительным свойством, которое впоследствии станет известным как остроумие Мортемаров, особенным остроумием, которое позволяло произносить вслух невозможные вещи.
Габриель пользовался большим успехом при королевском дворе и был всегда там востребован, несмотря на то, что его родному брату Луи и его кузену Франсуа де Рошешуару было отказано от двора за их участие в ноябре 1630 года в Дне одураченных, когда недруги кардинала Ришельё ошибочно решили, что убедили Людовика XIII отстранить кардинала от власти.
В 1632 году Габриель женился, а в следующем, 1633, году Габриель был посвящён в рыцари Ордена Святого Духа.
В юности, при жизни своего отца, Габриель носил титул маркиза де Вивонна (фр. Marquis de Vivonne) — почётный титул, который в 1668 году был поднят до герцогства, когда его дочь мадам Монтеспан уже была в лучах королевской славы.
После смерти отца в 1643 году Габриель унаследовал титул маркиза де Мортемара.
23 декабря 1663 года король Людовик XIV возвёл маркизат Мортемар в герцогство-пэрство. В тот же день Анн де Ноай стал герцогом де Ноайем и эти две семьи породнились в 1723 году, когда внук Габриеля и узаконенный сын Людовика XIV и маркизы Монтеспан, Луи-Александр де Бурбон, взял в жёны внучку Анна, Марию Викторию.
При содействии его дочери, мадам Монтеспан, в 1669 король назначил Габриеля губернатором Парижа и Иль-де-Франса.
Габриель де Рошешуар де Мортемар скончался 26 декабря 1675 года и был похоронен в парижской церкви Кающихся Грешников в Пикпусе (тогда это была окраина Парижа, сейчас — парижский квартал с одноимённой станцией метро). Его старшая дочь Габриела, умершая в 1693 году, погребена в церкви Пикпуса рядом с отцом.

## Семья и наследники
В 1632 году 32-летний Габриель взял в жёны 17-летнюю Диану де Грансен (фр. Diane de Grandseigne; 1615 — 11 февраля 1666), которая приходилась дочерью Жану де Грансену, маркизу де Марсийяку, и Екатерине де Ла Беродьер (фр. Catherine de La Béraudière), даме де Вильнон. Благодаря своему прочному положению при королевском дворе, Габриель де Рошешуар смог крайне выгодно представить при дворе своих детей.
В этом браке родились:
- Габриела, маркиза де Тианж (1633 — 12 сентября 1693), вышла замуж (1655) за Клода Леонора Дама де Тианжа (фр. Claude Leonor Damas de Thianges),
- Луи Виктор, герцог де Вивонн (1636—1688), маршал Франции, вице-король Сицилии, князь Тонне-Шарант, взял в жёны (1655) Антуанетту де Мем (фр. Antoinette de Mesmes), дочь Председателя Парламента,
- Франсуаза, маркиза де Монтеспан (1640—1707), официальная фаворитка короля Франции Людовика XIV в период с 1667 по 1683 год, мать его семерых детей,
- Мари Мадлен, настоятельница королевского аббатства Фонтевро (1645—1704).

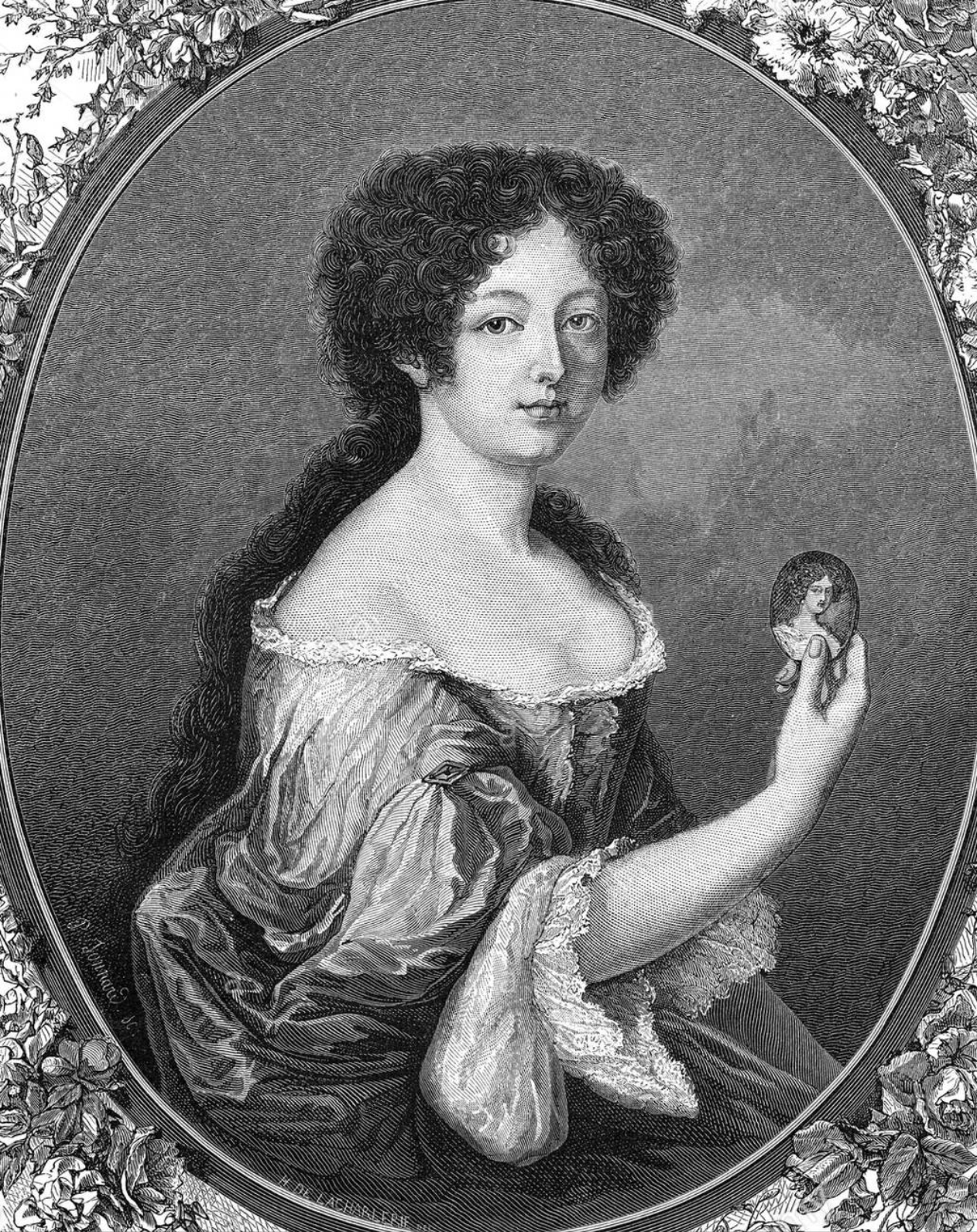
Габриела (1633—1693)
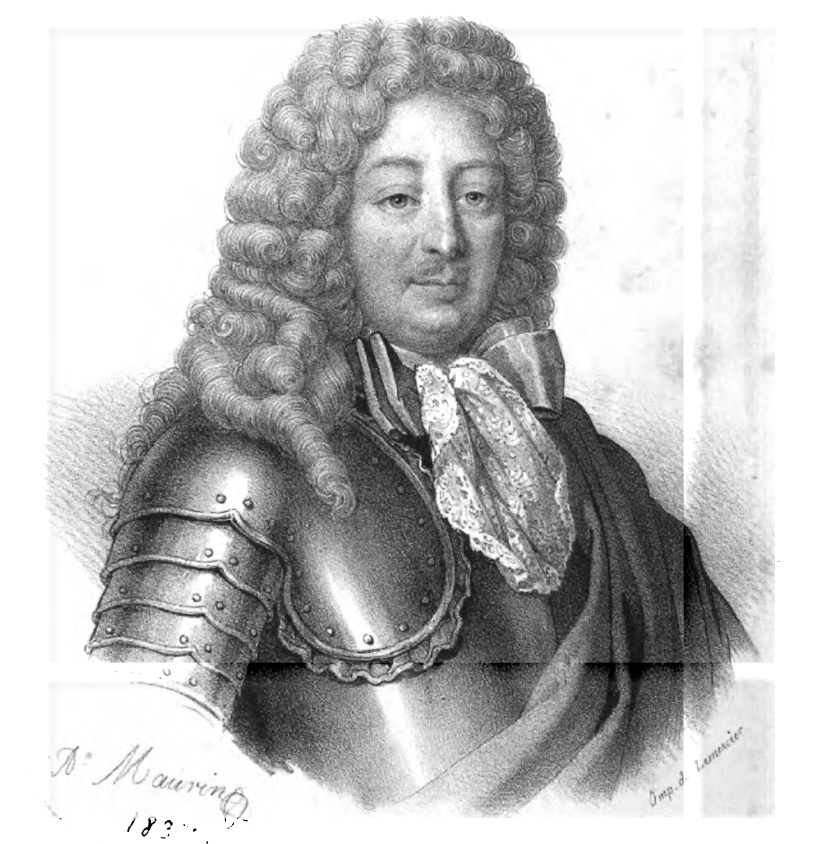
Луи Виктор (1636—1688)
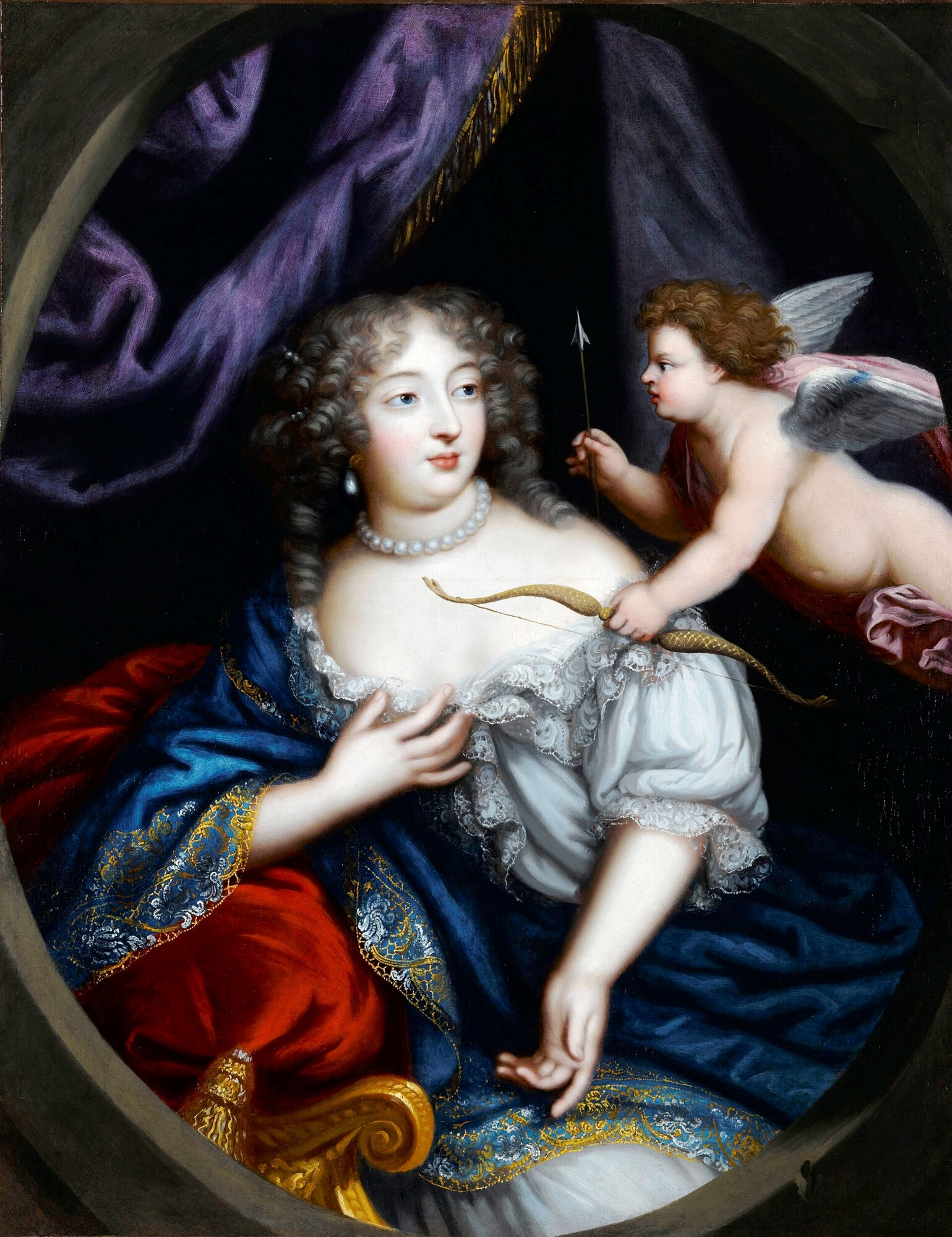
Франсуаза (1640—1707)
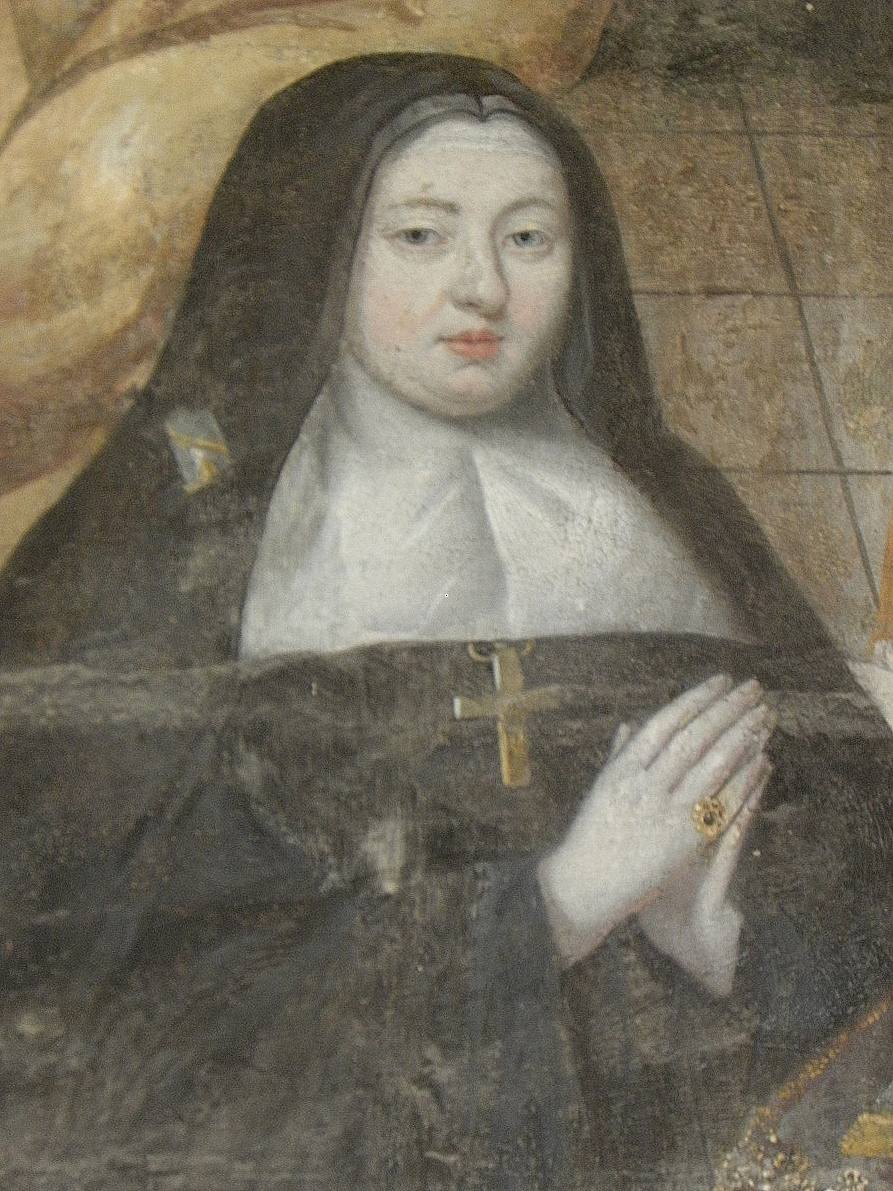
Мари Мадлен (1645—1704)